# Kitaibaraki
Kitaibaraki (japanska: 北茨城市?, Kitaibaraki-shi) är en stad i Ibaraki prefektur i Japan. Staden fick stadsrättigheter 1956.